# Montan (imię)
Montan – imię męskie pochodzenia łacińskiego, genetycznie cognomen oznaczające "pochodzący z gór". Istnieje siedmiu patronów tego imienia w Kościele katolickim.
Montan imieniny obchodzi:
- 23 lutego, w dzień wspomnienia św. Montana, biskupa Toledo
- 24 lutego, w dzień wspomnienia św. Montana, Lucjusza, Flawiana, Juliana, Wiktoryka, Kwartilazji, Wiktora, Donacjana, Primolusa i Renusa, męczenników kartagińskich
- 26 marca, w dzień wspomnienia śwśw. Montana i jego żony, Maksymy
- 17 maja, w dzień wspomnienia św. Montana z La Fère
- 17 czerwca, w dzień wspomnienia św. Montana, męczennika z Terraciny
- 14 listopada, w dzień wspomnienia św. Montana z Vivarais[1]

Jednym ze znanych imienników jest Montan (Montanus) z Artabanu, założyciel ruchu montanistów.